# Nagaina berlandi
Nagaina berlandi is een spinnensoort uit de familie van de springspinnen (Salticidae).
De wetenschappelijke naam van de soort werd in 1948 gepubliceerd door Benedicto Abílio Monteiro Soares & Hélio Ferraz de Almeida Camargo.